# 무사 모구시코프
무사 호시아흐마토비치 모구시코프(러시아어: Муса́ Хож-Ахма́тович Могушко́в, 1988년 2월 6일~)는 러시아의 유도 선수이다. 2012년 하계 올림픽 남자 하프라이트급과 2020년 하계 올림픽 남자 라이트급에 참가했다. 또한 세계 선수권 대회 동메달 2개, 유러피언 게임 금메달 1개, 유럽 선수권 대회 은메달 1개 ,동메달 1개를 획득했다.